# هيو أينسورث
هيو غرانت أينسورث (بالإنجليزية: Hugh Aynesworth)‏ (02 أغسطس 1931 - 23 ديسمبر 2023) مراسل وصحفي استقصائي ومؤلف أمريكي، عمل أينسورث على تغطية أحادث العنف والصدمة الأمريكية أهمها اغتيال جون كينيدي في ديلي بلازا، والقبض على لي هارفي أوزوالد واعتقاله في مسرح تكساس، وإطلاق النار على أوزوالد على يد جاك روبي في الطابق السفلي من مقر شرطة دالاس. استمر لأكثر من ستة عقود في الصحافة، حثل على جوائز وإشادات لتحقيقاته الصحفية، عمل في ست صحف، بما في ذلك دالاس مورنينج نيوز ودالاس تايمز هيرالد، ومجلة نيوزويك وقناة أيه بي سي 20/20.